# Luiziânia
Luiziânia is een gemeente in de Braziliaanse deelstaat São Paulo. De gemeente telt 5.138 inwoners (schatting 2009).